# Bataille au large de Pulmoddai
La bataille de Pulmoddai est un affrontement naval livrée dans la nuit du 24 au 25 septembre 2006, au large de Pulmoddai, dans le district de Trincomalee, à 145 kilomètres au nord de Colombo, entre la marine sri lankaise et les indépendantistes tamouls du LTTE (Liberation Tigers of Tamil Ealam) lors de la guerre civile du Sri Lanka.

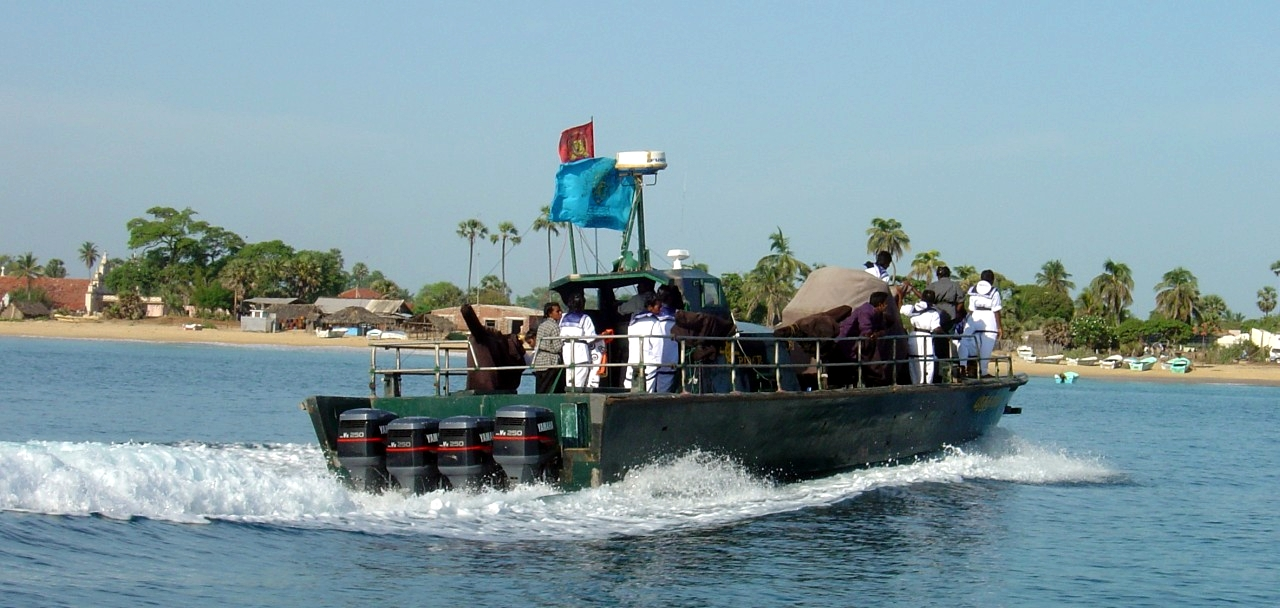
Vedette rapide des Tigres tamouls, 2004.

Une patrouille de 25 vedettes tamoules se dirigeant vers le sud, est interceptée dans la nuit du 24 septembre par une vingtaine de bâtiments de la marine sri lankaise. Il s'ensuit une furieuse bataille qui dure plusieurs heures, ne prenant fin que le lendemain vers 9 heures 30. Si les sources tamoules et sri lankaises concordent sur la réalité de la bataille, les effectifs engagés et la durée, en revanche elles divergent notablement quant aux résultats. Selon les sources gouvernementales, les Tamouls auraient subi une sévère défaite, perdant 11 bâtiments et plus de 70 tués. Les navires rescapés auraient trouvé refuge le long de la côte, près de Pulmoddai. La marine sri lankaise reconnait que l'une de ses unités a été gravement touchée pendant les combats, mais elle aurait pu regagner sa base avec 5 blessés à bord. De leur côté, les Tamouls contestent la gravité des pertes que leur imputent leurs adversaires, n'admettant n'avoir perdu que trois hommes dans la bataille, et revendiquent en revanche avoir endommagé une vedette gouvernementale de classe Dvora. Cependant, ils ne prétendent pas avoir remporté la victoire et il paraît vraisemblable, surtout compte tenu de la durée de l'affrontement et de la férocité des combattants des deux bords, que l'issue de la bataille ne leur a pas été favorable et que leurs pertes ont été plus graves qu'ils ne veulent bien le reconnaître.

## Sources et références
- (fr) Frédéric Stahl, À travers quelques brèves, magazine Navires et Histoire numéro 39, décembre et janvier 2007.